# Muntanya de les Soleies
La Muntanya de les Soleies és una serra situada entre els municipis de Falset, Marçà i de Pradell de la Teixeta a la comarca del Priorat, amb una elevació màxima de 551 metres.